# Randee Hermus
Randee Hermus, née le 14 novembre 1979 à Surrey (Colombie-Britannique), est une joueuse canadienne de soccer évoluant au poste d'attaquant.

## Carrière
Randee Hermus compte 113 sélections et 12 buts en équipe du Canada entre 2000 et 2008. Quatrième des Jeux panaméricains de 1999 avec la sélection des moins de 20 ans, elle reçoit sa première sélection en équipe première le 12 mars 2000 contre la Chine en Algarve Cup (défaite 0-4).
Elle se classe quatrième de la Gold Cup féminine 2000, puis termine finaliste de la Gold Cup féminine 2002. Elle fait partie du groupe canadien disputant la Coupe du monde 2003 organisée aux États-Unis, le Canada terminant quatrième du tournoi, mais sans réaliser la moindre apparition. Finaliste de la Gold Cup féminine 2006, elle est ensuite médaillée de bronze des Jeux panaméricains de 2007, et dispute la Coupe du monde 2007 qui se déroule en Chine. 
Vainqueur du Tournoi de Chypre en 2008, elle obtient sa dernière sélection sous le maillot canadien le 9 août 2008 en phase de poules du tournoi féminin de football aux Jeux olympiques d'été de 2008 contre la Chine (match nul 1-1) ; les Canadiennes sont éliminées en quart de finale. 
En club, Randee Hermus évolue dans les années 2000 aux Whitecaps de Vancouver, avec un intermède en 2003 à l'IF Fløya en Norvège.